# WBCT
WBCT (93,7 MHz , "B-93") é uma estação de rádio FM comercial licenciada para Grand Rapids, Michigan e de propriedade da iHeartMedia. A estação tem um formato de rádio de música country desde 24 de julho de 1992. Possui uma das maiores potências efetivas para o rádio FM, com 320 kW é a emissora mais potente dos Estados Unidos, e uma das maiores de toda a América, superada apenas pela Rádio Transamérica de São Paulo com 400 kW.